# Atemptat contra John F. Kennedy
L'atemptat contra John F. Kennedy, president dels Estats Units, va tenir lloc el divendres 22 de novembre de 1963 a Dallas (Texas), a les 12:30 hora local CST (18:30 UTC).
Després que la caravana presidencial hagué travessat a baixa velocitat el centre de la ciutat i quan la limusina presidencial descapotada passava per Dealey Plaza, John F. Kennedy fou mortalment ferit per trets d'arma de foc. Fou el quart president dels Estats Units a ser víctima d'un assassinat i el vuitè a morir en l'exercici del seu càrrec.
Vídeo domèstic d'Abraham Zapruder on es veu quan disparen Kennedy ,

## Antecedents
John Fitzgerald Kennedy, nascut el 1917, fou elegit el 1960 aconseguint imposar-se de bon principi als pesos pesants dels demòcrates, com ara els senadors Hubert H. Humphrey, Lyndon B. Johnson i Adlai Stevenson. Després de la victòria interna, va batre el candidat del republicà, Richard Nixon.
Malgrat aquesta victòria aclaparadora (a propòsit de la qual, un informe de l'FBI de març de 1960 feia esment d'un suport financer al candidat demòcrata per part dels membres de la màfia de Chicago, de la qual formava part John Fischetti, un associat de Sam Giancana) Kennedy esdevingué ràpidament un president molt popular alhora que controvertit.
La seva popularitat era deguda a la seva joventut, el seu domini dels mitjans de comunicació (hom atribueix la seva victòria a un cèlebre debat electoral), el seu dinamisme (el creà especialment el concepte de Nova Frontera que donà un objectiu als Estats Units: enviar un estatunidenc a la Lluna) i les esperances de pau que semblava encarnar en els temps turbulents de la Guerra Freda. La parella que formava amb la seva esposa, Jackie, així com la seva forma d'apropar-se, simple i directa, acabaren de fer de Kennedy l'encarnació de les esperances d'una generació que volia sortir de la Guerra Freda.
D'altra banda, la seva política, tant l'exterior com la interior, era percebuda com a "suau" pel que fa al comunisme, per part dels conservadors. No obstant això, havent pres possessió del càrrec el gener de 1961, va llançar al març un important programa d'armament i es declarava llest per oposar-se a la progressió del comunisme. El novembre de 1961, els Estats Units desplegaren per tot Europa 45 míssils PGM-19 Júpiter, l'abast dels quals permetria arribar al territori soviètic: quinze a Turquia i trenta a Itàlia. Però en el moment que Kennedy acceptà l'execució d'un pla d'invasió de Cuba, preparat per la CIA, una operació coneguda pel seu lloc de desembarcament com a Badia de Cochinos, fou un fiasco rotund que va portar al cessament d'Allen Dulles com a director de la CIA (de fet, ell i l'equip es van veure obligats a dimitir). Per la seva banda, la CIA i els exiliats cubans que havien pagat un alt preu i la dreta conservadora consideraren Kennedy directament responsable d'aquest fracàs, perquè aquest últim havia refusat d'oferir un suport aeri a l'operació. Durant el transcurs del mes següent, l'administració Kennedy intentà, en moltes ocasions, fer assassinar Fidel Castro i la crisi dels míssils de Cuba fou l'ocasió pel jove president, de mostrar que podia resistir fermament a la Unió Soviètica. De tota manera, els conservadors americans li reprotxaren, de nou, la seva incompetència i el fet que hagués concedit els desmantellament dels míssils instal·lats a Turquia. Finalment, l'agost de 1961, quan començava la construcció del Mur de Berlín, per bé que aquest acte fou contrari als acords entre les superpotències, Kennedy només reaccionà amb discursos, tot i que alguns, com el famós «ich bin ein Berliner», pronunciat durant una visita a la ciutat, marcà els esperits.
A Vietnam, considerat com un punt calent de la lluita contra l'avanç del comunisme, la política de Kennedy no semblava clara, perquè d'una banda permeté l'enderrocament de Ngo Dinh Diem, hostil a la intervenció directa dels Estats Units, i la seva substitució per una colla de generals corruptes, en el moment que semblava entreveure's la possibilitat d'evacuar els consellers militars estatunidencs el 1964.
En el pla interior, el punt més innovador de la política de l'administració Kennedy fou el procés de lluita contra la segregació racial. El setembre de 1961, uns agents federals foren enviats per permetre la inscripció d'un estudiant negre a la universitat de l'Estat de Mississipi i el president es pronuncià pels drets civils dels negres.
També, quan el novembre de 1963, John F. Kennedy començà la campanya per la seva reelecció amb un viatge a Texas, era un president molt popular, però amb una política durament contestada per la dreta reaccionaria. Alguns representants d'aquesta dreta el consideraven com un traïdor; comptava amb enemics ferotges d'una banda a l'altra de l'esceneri polític, des de Fidel Castro (va ordenar la CIA que se'n desempallaguessin) als cubans anticastristes i al CIA - que no li perdonava la seva actuació en el Desembarcament de Bahía de Cochinos, passant per la màfia que començava a patir els cops del Departament de Justícia sota les ordres del Fiscal General, el seu germà Robert Kennedy, sense oblidar tot allò que hi havia als Estats Units d'elements racistes i reaccionaris, com la John Birch Society.

## Els fets

### El viatge a Dallas

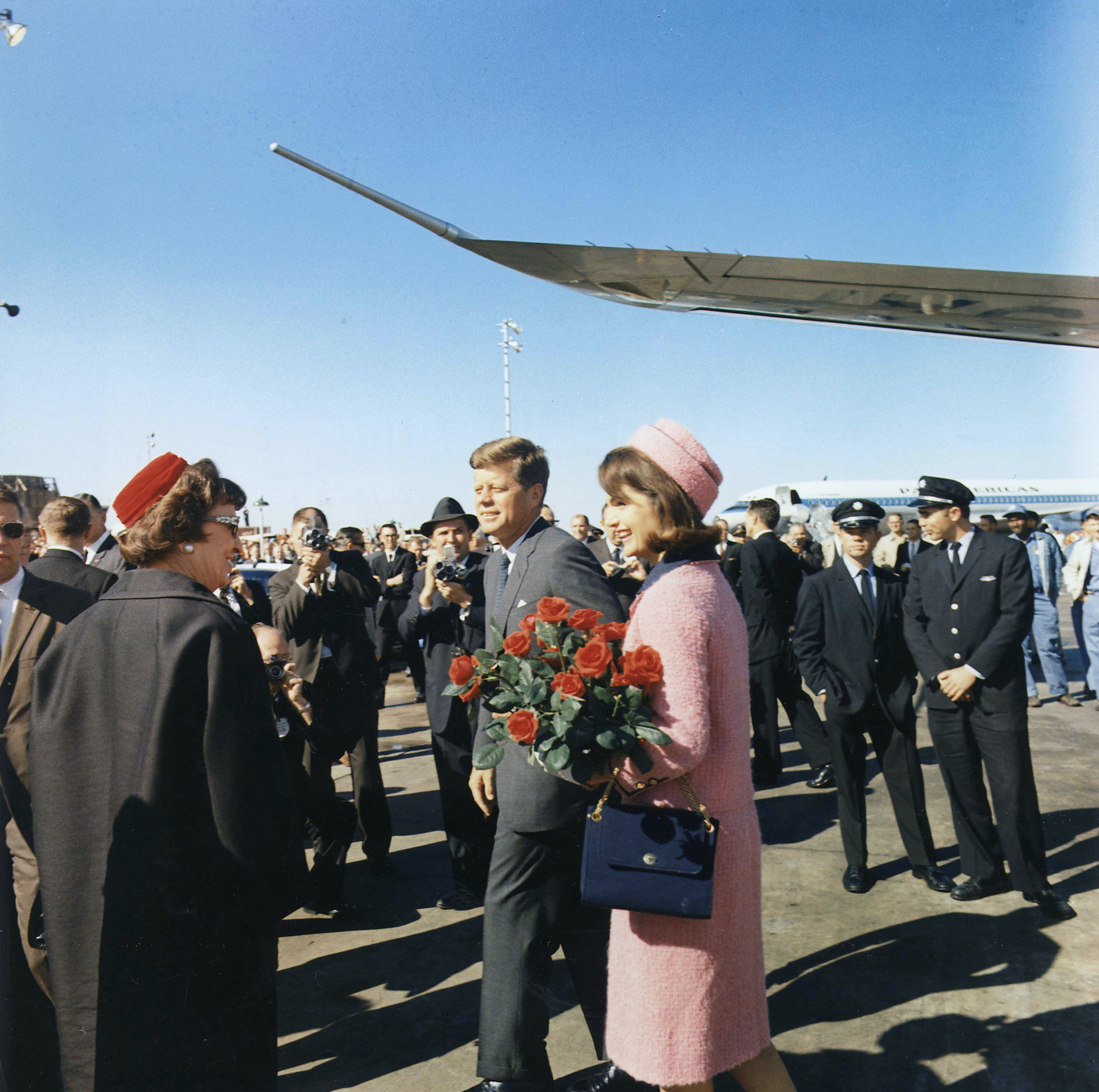
Arribada del president i de Jackie a Love Field, Dallas.

El president Kennedy haviat triat visitar Dallas el 22 de novembre de 1963 en el marc 
d'una gira electoral a Texas. El motiu d'aquesta gira era la recollida de fons per a la campanya presidencial demòcrata i la preparació de la reelelecció durant la consulta de 1964.
La caravana presidencial havia de travessar la ciutat i dur al president al Trade Mart per a un dinar. El cotxe era una limusina descapotable Lincoln Continental de 1961. En el cotxe del president, a part de la seva esposa Jacqueline Kennedy, hi viatjaven el governador de Texas John Bowden Connally i la seva esposa Nellie, a banda de dos agents del Servei Secret (departament encarregat de la seguretat presidencial), Roy Kellerman i Bill Greer (conductor).
La ciutat de Dallas era considerada com una destinació relativament arriscada, poc favorable a les idees de Kennedy. Característiques d'aquesta atmosfera carregada eren la publicació en un diari de la ciutat, el dia del viatge, d'un anunci on es criticava el president amb una gran violència i l'agressió, durant una manifestació, d'Adlai Stevenson, ambaixador dels Estats Units a les Nacions Unides
Amb tot i això, era una ciutat amigable que la caravana havia travessat, aclamada per una munió de gent entusiasta, amb molt poques manifestacions negatives.

### L'assassinat

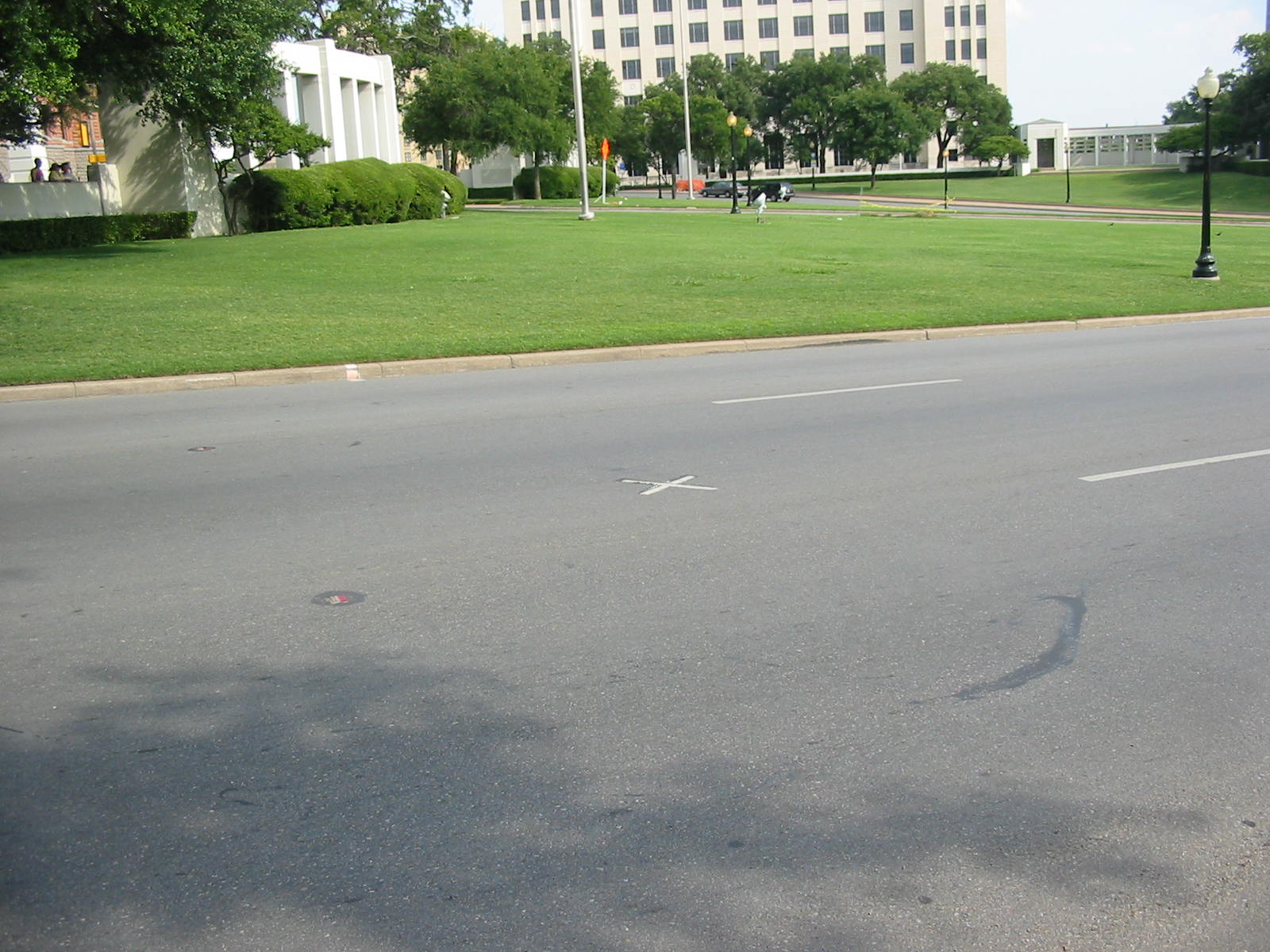
Elm Street. La X marca l'indret del tret mortal.

Cap al final del trajecte, la caravana i el cotxe del president Kennedy deixaren Main Street i giraren a la dreta per Houston Street. Després d'algunes desenes de metres, el vehicle presidencial prengué un revolt tancat a l'esquerra per Elm Street, rodejant així Dealey Plaza
En aquest moment, Nellie Connaly, alleujada com tots els ocupants per l'acollida de la caravana, comentà al president que no podria pas dir que Dallas no l'estimava.

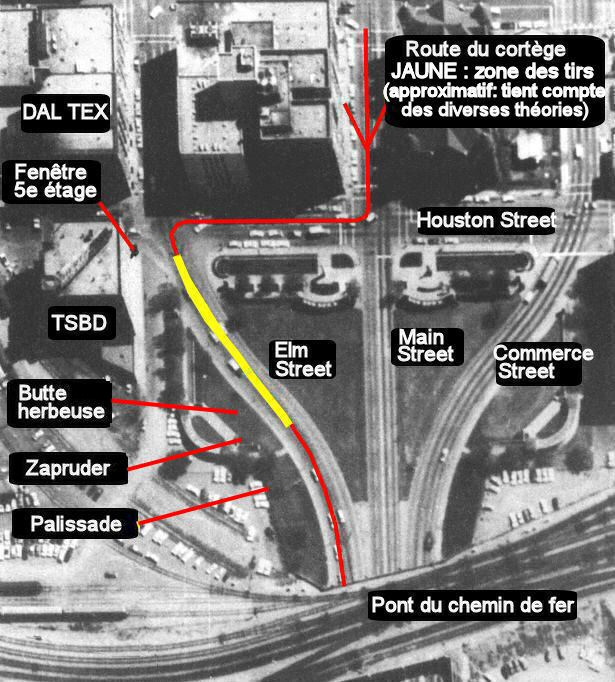
Dealey Plaza vista des del cel

El cotxe, que havia reduït la marxa de manera important (anava a uns 15 km/h), passà per davant del dipòsit de llibres escolars («Texas School Book Depository» o «TSBD»). Eren les 12:30. Al davant es perfilava el pont del ferrocarril sota el qual passa Elm Street. En un dels cotxes de seguretat, un agent del Servei Secret anuncià per un micro que en uns minuts el president seria a Trade Mart.
De sobte, es va sentir un tret, que semblava més aviat el petardeig d'un motor. Fins i tot els agents del Servei Secret es quedaren quiets, en principi, i no reaccionaren fins que varen sonar altres trets. En total, segons la versió oficial, es dispararen tres trets.
El president havia estat tocat. Molts el veieren com s'enfonsava lleugerament al seu seient i es duia les mans a la gola: segons la versió oficial, una bala li havia entrat per la part alta de l'esquena i li havia sortit per la gola, però altres opinen que la bala a la gorja fou disparada pel davant i que fou una altra bala la que li tocà l'esquena. El governador Connally, assegut just davant del president, fou igualment tocat: una bala li entrà per l'esquena a la dreta de la clavícula dreta, li va travessar el pulmó, fracturant-li una costella i sortint. El seu canell dret fou travessat (el radi fou fracturat) i la bala va acabar la seva cursa penetrant superficialment la seva cuixa esquerra. Segons les conclusions oficials de la Comissió Warren (el 1964) i del House Select Committee on Assassinations (el 1979), la mateixa bala hauria travessat els dos homes.
Només havien passat alguns segons i fou aleshores quan els agents començaren a actuar. L'agent que conduïa el cotxe no accelerà pas de seguida. Més aviat al contrari, es girà i aixecà el peu de l'accelerador, la qual cosa ralentí la marxa del vehicle (alguns pensen que el xofer fins i tot va frenar).
El governador Connally s'enfonsà en els braços de la seva esposa, mentre que Clint Hill, un dels agents del Servei Secret, que viatjava sobre l'estrep esquerre del vehicle que seguia el de Kennedy, es precipità vers el vehicle presidencial.
Alguns instants després, una bala tocava el president al cap, destruint una bona part del cervell (l'emplaçament de la ferida al cap està igualment subjecte a controvèrsia, vegeu més avall). Els danys provocats foren tals que la sang, alguns frangments d'os i de matèria cerebral foren projectats fins a molts metres d'alçada (alguns vianants van trobar bocins d'os). Connally i la seva esposa, enfonsats sobre els seients de davant, foren ruixats de sang i partícules.
Durant l'escena, un sastre anomenat Abraham Zapruder tenia l'ull posat a la seva càmera. Estava esglaiat i filmava els esdeveniments; va produir així el que pot ser considerat com el film amateur més cèlebre de tots els temps. Les imatges que va captar del tret mortal alimenten encara les polèmiques.
Segons les estimacions, passaren de l'ordre de 6 a 9 segons entre el primer i el darrer tret.
Jackie deixà el seu seient i es posà a quatre grapes sobre el maleter, darrere del vehicle (sembla que després ja no es va recordar més d'aquest episodi). El vehicle presidencial accelerà en el moment que Clinton Hill s'hi atansà, després de grimpar sobre la part del darrere per contenir la primera dama i retornar-la al seu lloc.
La caravana es dirigí ràpidament vers l'hospital Packland. El president encara respirava, però ja era moribund. El governador, que estava greument ferit al pulmó, hauria de sobreviure i podria, doncs, testificar. A l'hospital, els metges de la sala d'urgències número 1 intentaren desesperadament salvar Kennedy, però es rendiren ràpidament, en adonar-se de la inutilitat de llurs esforços que duraren, malgrat tot, 20 minuts. Els metges varen practicar una traqueotomia d'urgència al president sobre la ferida de bala del coll, entre el segon i el tercer cartílag traqueal. Cap a les 13 hores, tot s'havia acabat: Kennedy fou declarat mort.

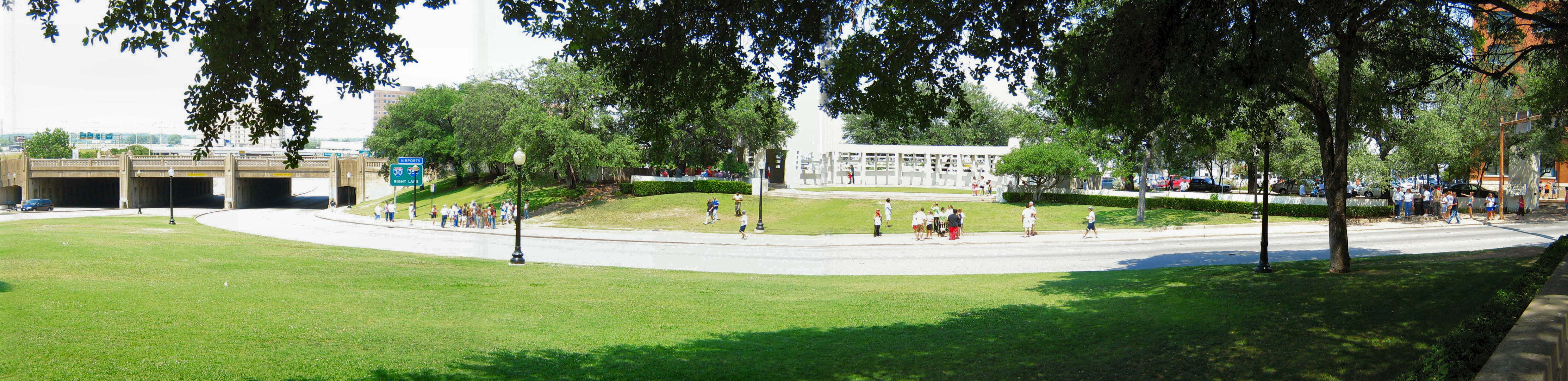
Dealey Plaza. Sortint dels «tres ulls» sota el pont de la via del tren, a l'extrem esquerre de la foto, i anant vers la dreta, seguint Elm Street, es pot veure: els arbres que sobresurten de les palissades darrere les quals alguns pensen que hi havia un tirador, el promontori d'herba amb el seu petit monument blanc, el costat de l'edifici vermell del Texas School Book Depository a l'extrem dret. L'indret on el president fou mortalment ferit es troba a l'esquerra del petit monument blanc (la pèrgola) entre els dos fanals. Abraham Zapruder era al sòcol de formigó blanc situat darrere el fanal al centre de la foto.

### La sortida de Dallas

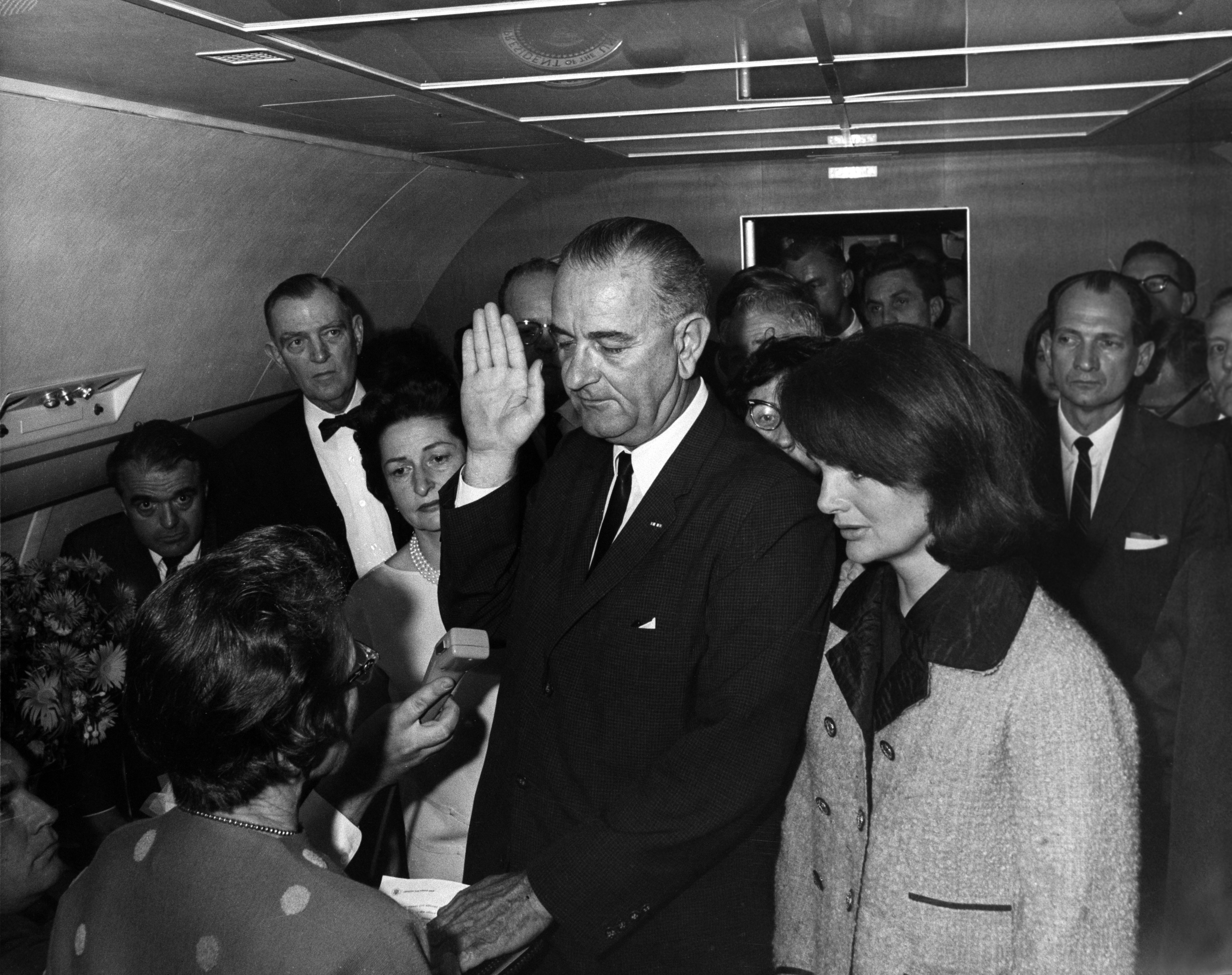
Lyndon Johnson prestant jurament a bord de l'Air Force One. Jackie és al seu costat i porta la seva roba tacada de sang.

Cap a les 14 hores, després d'un breu altercat entre els agents del Servei Secret i la policia de Dallas, el cos de Kennedy fou portat cap a l'aeroport de Love Field i embarcat en l'avió presidencial Air Force One. L'origen d'aquest altercat era el fet que, el 1963, l'assassinat d'un president dels Estats Units no podia ser considerat encara com un crim federal, la qual cosa significava que la investigació sobre l'assassinat hauria hagut de tenir lloc a Texas. Així, l'autòpsia del cos del president no va tenir lloc sota l'autoritat de la policia de Dallas, la qual cosa tingué certes conseqüències i serà interpretat més tard com un dels elements d'un complot que tendia a cobrir les verdaderes circumstàncies de l'assassinat.
Alguns han pretès, fins i tot com a hipòtesi, que el cos del president hauria estat maquillat quan es va transferir cap a Love Field, però aquesta hipòtesi fou refutada.
Lyndon B. Johnson, present a la caravana dos cotxes al darrere del de Kennedy, no fou ferit. Era el successor de Kennedy designat per la constitució, per la qual cosa abans que l'avió s'enlairés de l'aeroport de Love Field, prestà jurament a bord de l'avió Air Force One, esdevenint així el nou president dels Estats Units. Al costat seu es trobava l'esposa del president assassinat, portant encara la seva roba tacada de sang, una roba que conservà fins al seu retorns a la Casa Blanca l'endemà.

### L'arrest i mort d'Oswald

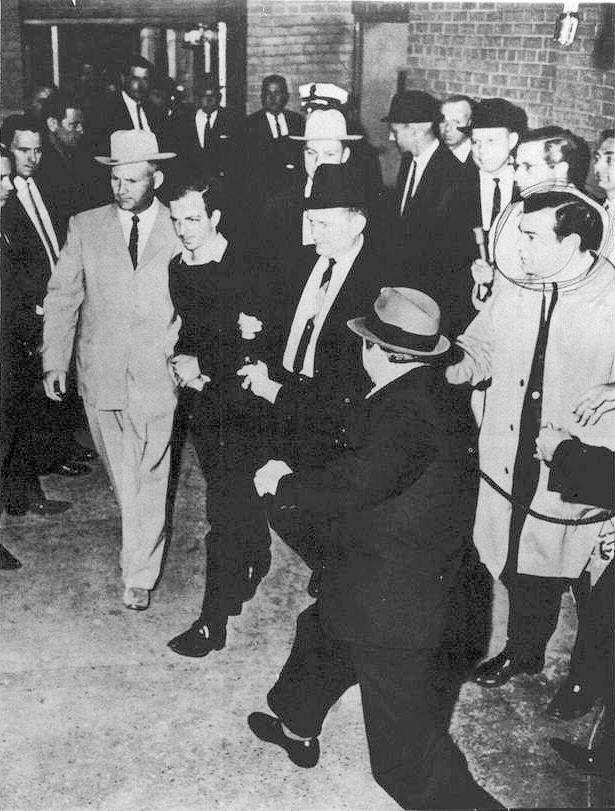
Mort d'Oswald.

Mentrestant, els esdeveniments es precipitaren a Dealey Plaza. Alguns testimonis havien sentit trets que venien de davant de la caravana, potser de darrere de la barrera de fusta sobre sobre el monticle d'herba a la dreta d'Elm Street. D'altres havien vist un home (alguns havien vist una arma) a una finestra del 5è pis del dipòsit de llibres escolars o creien que els trets venien de la primera. Es trobaren tres beines de bala i un fusell al 5è pis de l'edifici.
La policia va començar a recercar els empleats del dipòsit que faltaven, un dels quals era Lee Harvey Oswald
Entre les 13:00 i les 13:15 hores, un agent de la policia de Dallas, J.D. Tippit fou abatut al barri d'Oak Cliff. El sospitós, que havia cridat l'atenció del vendedor de sabates John Brewer a causa del seu comportament estrany, entrant sense pagar al cinema Texas Theater, fou assenyalat a la policia per aquest. El sospitós fou enxampat per la policia a la sala del cinema quan treia la seva arma.
El seu nom era Lee Harvey Oswald. Era un home jove, de 24 anys, que havia estat membre dels marines i havia emigrat, després de la seva sortida de l'exèrcit, a la Unió Soviètica, on s'havia casat amb una dona jove que es deia Marina. Havia retornat cap als Estats Units feia poc més d'un any, a tot estirar. Fou de bon principi sospitós de la mort del policia, i després també de la de Kennedy.
Es trobà en poder seu una falsa identificació a nom de Alek James Hidell, identitat utilitzada per encarregar el fusell que havia servit per assassinar el president, així com el revòlver amb el qual havia mort el policia J.D. Tippit.
Les seves empremtes dactilars foren trobades sobre el fusell, però aquesta descoberta fou l'objecte d'algunes reserves i es posà en dubte que fos real.
Oswald negà tot allò del que se l'acusava i declarà que era un «cap de turc». Fou interrogat a l'edifici de la policia de Dallas fins al matí del 24 de novembre.
El matí del 24 de novembre, durant el seu trasllat cap a la prisió del comtat de Dallas, fou abatut al soterrani de la comissaria. Oswald, tocat al ventre, caigué en coma. Se'l dugué a l'hospital Parkland, on hi va morir el mateix dia. L'assassí d'Oswald era Jack Ruby, propietari d'un club nocturn i ben conegut per la policia. Les motivacions de Jack Ruby no foren mai clarament eslcarides, tot i que alguns creuen que havia estat teledirigit pels conspiradors i es basen, per exemple, en els relacions de Ruby amb la Màfia per veure en Ruby un instrument d'aquella per a la seva venjança contra els Kennedy. El mateix afirmava que havia volgut evitar a la senyora Kennedy el dolor d'un procés públic. Encara que aquesta justificació semblés fantàstica, Ruby semblava que esperava ser felicitat per haver fet justícia.
Condemnat a mort, Ruby presentà una apel·lació i morí d'una embòlia pulmonar a conseqüència d'un càncer, durant la instrucció del seu procés d'apel·lació. El seu decés fou també atribuït, de vegades, a un complot.

### L'autòpsia
L'Air Force One aterrà a la base d'Andrews, prop de Washington, i el cos de Kennedy fou transportat a l'hospital naval de Bethesda, a fi i efecte de practicar-li l'autòpsia (l'hospital de Bethesda fou escollit per Jackie pel fet de la carrera naval del seu espòs).
L'autòpsia fou practicada per tres metges de Bethesda durant la nit del 22 de novembre. Llurs conclusions foren que el president havia estat tocat per dos projectils llançats des del darrere. El primer l'havia entrat per la part alta de l'esquena, al damunt de la clavícula dreta, havia travessat els muscles de la base del coll, havia danyat lleugerament la part alta del pulmó sense travessar-lo, i havia sortit pel coll per una ferida que havia estat destruïda per la traqueotomia. El segon li havia tocat la part del darrere del cap, causant-li importants danys, considerats mortals, al cervell; fragments de projectils havien sortit per una gran ferida a la part del davant del crani.
Les circumstàncies de l'autòpsia i les seves conclusions comportaren un gran nombre de crítiques. Més tard, la segona investigació governamental sobre l'assassinat (la House Select Committee on Assassinations) tragué a la llum que els metges encarregats de l'autòpsia no tenien la competència necessària per fer l'autòpsia d'un individu mort per bales, que les fotos necessàries no havien estat preses i que l'emplaçament de les ferides no havia estat descrit segons criteris anatòmics invariables; no s'havia procedit a la reconstrucció del crani per determinar l'emplaçament de l'orifici de sortida.
Aquest darrer punt feu que les anàlisis ulteriors dels esdeveniments fossin particularment difícils i subjectes a discussions. Així, l'informe mèdic de l'HSCA portaria a certes conclusions relatives a l'emplaçament precís de les ferides, però aquestes conclusions serien criticades tant pels defensors de la tesi de l'assassí únic com pels seus opositors.

### Primeres reaccions

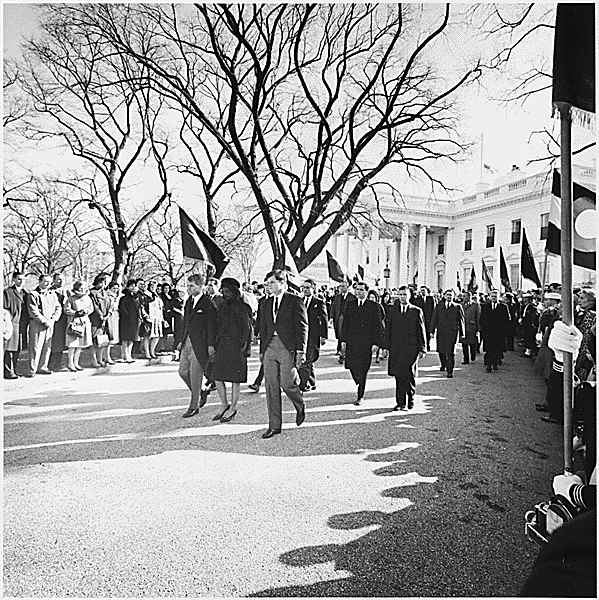
Els funerals de Kennedy.

La notícia de l'assassinat de John Fitzgerald Kennedy deixà estupefacte el món sencer. Als Estats Units, la gent plorava als carrers i s'aglutinaven al voltant dels televisors que hi havia als aparadors de les botigues.
Els tres dies següents a l'assassinat, els tres canals de televisió nacionals anul·laren llurs programes per assegurar una cobertura permanent dels esdeveniments, fent de la cobertura televisada de l'assassinat la més llarga mai realitzada, trist rècord que fou batut pels atemptats de l'11 de setembre de 2001.
Se celebraren serveis religiosos a la major part del país i del món i el dia dels funerals, el 25 de novembre, fou declarat jornada de dol nacional als Estats Units i a molts altres països.

### Funerals
Després de l'autòpsia realitzada a l'hospital naval de Bethesda, el cos de Kennedy fou embalsamant per als funerals i dut a la Casa Blanca. El diumenge 24, el taüt fou transportat fins al Capitoli on durant tota la jornada, dia i nit, centenars de milers de persones s'hi presentaren per retre-li un darrer homenatge al president difunt. Els representants de 90 països assistiren als funerals el 25 de novembre del 1963. El president fou enterrat al Cementiri Nacional d'Arlington

## Investigacions, crítiques i teories

### La Comissió Warren
L'assassinat del president Kennedy provocà una emoció enorme a dins de la societat nord-americana.Lyndon Johnson, nou president dels Estats Units, nomenà una comissió d'investigació federal encarregada d'aclarir el seu assassinat. Aquesta comissió es coneixerà oficiosament amb el nom del seu president, Earl Warren. El setembre de 1964, la comissió va remetre el seu informe al president Johnson (un volum d'informació i 26 volums de testimonis i documents).
Les conclusions de l'Informe Warren són simples: Lee Oswald havia actuat sol. No havia tingut còmplice. Havia disparat tres cops, des del cinquè pis del dipòsit de llibres escolars. Una bala havia tocat la limusina i dues bales havien tocat el president (una al coll, una al cap). Una d'aquestes dues bales li havia entrat per la part alta de l'esquena, havia sortit per la gorja i havia causat, tot seguit, les ferides del governador Connally. Jack Ruby havia actuat també sol, i no hi havia cap més còmplice. Ruby i Oswald no es coneixien.

### Les primeres crítiques
Només foren necessaris uns quants mesos després de la seva publicació perquè l'informe Warren fos durament criticat. D'objeccions no en mancaven: la comissió havia treballat molt de pressa, i els objectius polítics que havien presidit la seva creació eren evidents (la descoberta d'un complot comunista hauria pogut significar una guerra amb la Unió Soviètica). Els elements enterbolidors no mancaven: el menor d'ells no era l'autòpsia del president, efectuada a l'hospital militar naval de Bethesda per metges militars que no tenien la competència necessària, a correcuita, de la qual alguns elements (com ara les fotos) es perderen per sempre. L'embolic era tal que encara avui no hi ha acord sobre els punts tan elementals com ara la naturalesa i la posició exacta de les ferides del president. Per la ferida al cap, per exemple, tot i que les imatges del film preses per Zapruder semblen mostrar una ferida a la dreta i més aviat al davant del crani, la qual es va confirmar per l'autòpsia, alguns es basen en testimonis, especialment del personal mèdic de Dallas, per afirmar la presència d'una ferida major al darrere del crani, la qual cosa tendiria a donar suport a la tesi d'una bala disparada per davant del president.

#### Bala màgica-Bala única

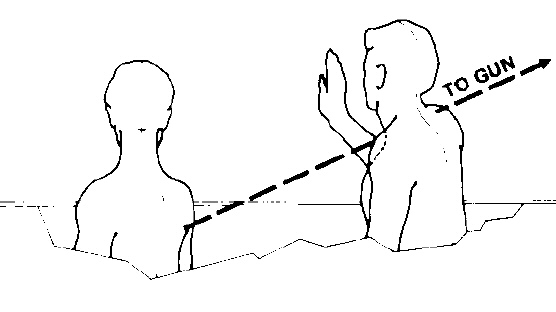
La trajectòria de la balla única segons el House Select Committee on Assassination.

La suposada bala que hauria provocat les ferides a la gola i a l'esquena del president i el conjunt de ferides del governador Connnally, hauria estat trobada sobre una llitera a l'hospital - hauria caigut, segons la Comissió, de la ferida a la cuixa del governador. Aquesta bala ha estat anomenada bala màgica pels analisites crítics amb l'informe. Aquest sobrenom fa referència al trajecte de la bala, balísticament impossible, i a l'estat d'aquesta (gairebé intacta): aplanada i lleugerament corbada, amb el plom que havia estat extrudit per la seva base, per la qual cosa els crítics afirmen que una balla no podria causar tantes ferides sense patir cap dany. Per il·lustrar aquesta polèmica, els investigadors dispararen una bala a través del canell d'un cadàver humà. Les conclusions mostraren que la bala estava més aixafada que la bala màgica. D'altres investigadors, mentrestant, insistiren sobre el fet que la bala havia travessat, abans de picar amb el canell de Connally, dos cossos humans (el coll de Kennedy i el pit de Connally) i s'hauria, doncs, alentit. Els tests efectuats amb bales així alentides abocaren a un resultat que aquests investigadors jutjaren comparable a aquell observat en la bala màgica.
Aquestes primeres crítiques de les conclusions de la Comissió Warren, postulen, contràriament a les conclusions de la Comissió Warren, que una trajectòria tal és impossible per a una bala.

#### El tret mortal

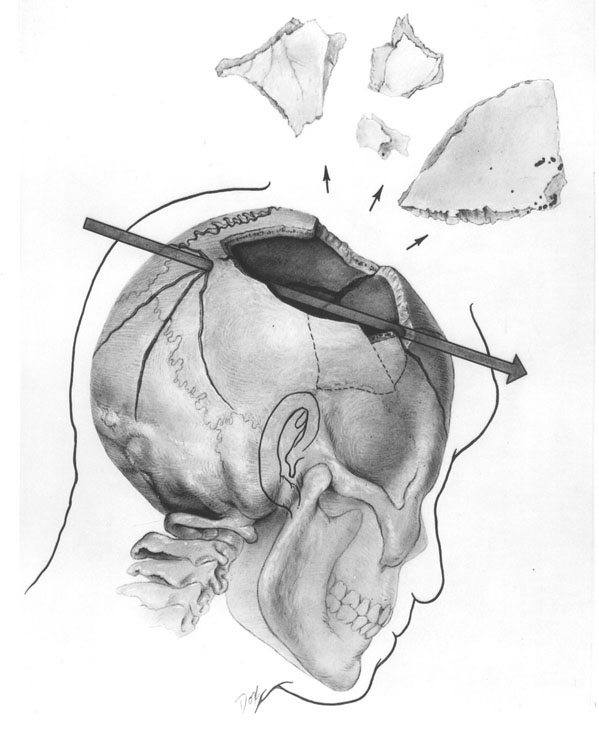
Informe del govern mostrant l'impacte sobre el crani de Kennedy pel tret.

Un altre punt de discussió és l'emplaçament de les ferides al cap i, de manera general, els elements que indicarien que la bala mortal hauria estat disparada des de davant.
Un dels elements que poden ser reveladors de la trajectòria de la bala és l'emplaçament de la ferida al cap. Donat que els resultats de les investigacions oficials situen la ferida a la part davantera dreta del crani, s'intueixen un cert nombre d'elements per afirmar que l'essencial de la ferida es trobaria al darrere. Entre ells:
- Testimonis del personal mèdic de Parkland; tot i que ha esdevingut difícil amb el temps determinar fins a quin punt aquests testimonis tardans han estat sol·licitats.[35] Alguns d'aquests testimonis, citats pels autors conspiracionistes com descrivint les ferides obertes al darrere del crani, afirmen davant d'altres investigadors que l'informe d'autòpsia correspon a allò que ells van veure.[36]
- El fet que la sang i la matèria cerebral haurien estat projectades cap enrere; mentrestant, el matrimoni Connally, al davant, fou ruixat de sang, i es pot constatar, en el film de Zapruder, que un raig de sang fou projectat quasi verticalment, fins a tres metres d'alçada. La limusina i els motoristes de la policia haurien estat esquitxats travessant aquesta boira de matèria que queia.

Amb tot i això, un dels elements més xocants serà aportat pel film de Zapruder, més concretament per una de les primeres còpies pirates de mala qualitat que esdevindran disponibles a partir de 1975. S'hi veu, en efecte, el brusc moviment del cos del president cap enrere, la qual cosa deixaria suposar que el tret venia de davant. Del monticle d'herbes, per exemple, on alguns testimonis afirmen haver vist fum o persones amb una arma.
Fou essencialment la publicació d'aquest film el que acabà per provocar l'establiment d'una segona comissió d'investigació, la House Select Committee on Assassinations. Sobre aquest punt en particular, i quan la major part d'investigadors treballaven amb còpies de mala qualitat. Els experts de l'HSCA estudiaren una còpia de primera generació del film i revelaren que el moviment del president cap enrere estava precedit, en el moment de l'impacte de la bala, per un breu i rápid moviment endavant del cap, la qual cosa permetria suposar l'exisència de l'impacte d'un projectil que venia des del darrere, una cosa que concordaria amb la tesi oficial (es tracta d'un moviment del cap de l'ordre de 6 cm. que té lloc en unes centèsimes de segon).
Segons les interpretacions, el moviment cap enrere que segueix al primer moviment cap endavant, podria ser degut a diversos elements, un dels quals un espasme neuromuscular conseqüència de la destrucció del cervell, o a una altra bala disparada des del davant.

### La investigació de Jim Garrison i el procés Clay Shaw
Jim Garrison, fiscal de districte de Nova Orleans, fou l'única persona que estigué al darrere de les persecucions (judicials) dins l'afer de l'assassinat del president.
El 1968, Jim Garrison acusà l'home de negocis lousianès Clay Shaw d'haver estat un agent de la CIA i d'haver conspirat per a l'assassinat de Kennedy amb els exiliats cubans. Garrison afirmà la impossibilitat que Oswald hagués pogut disparar i intentà fins i tot donar l'emplaçament dels tiradors i el nombre de bales. Acusà de complicitat els més alts càrrecs de l'administració, és a dir J. Edgar Hoover i fins i tot Lyndon B. Johnson per a l'execució d'un cop d'Estat.
Clay Shaw fou absolt i obtingué tot seguit la condemna de Garrison per assetjament però morí, arruïnat i exhaust, abans de la confirmació de l'apel·lació. Els mètodes poc ortodoxos de Garrison feren un servei ben galdós a la teoria de la conspiració.
L'únic mèrit que la major part dels investigadors de la conspiració reconeixen a Garrison i al film JFK cas obert a hores d'ara, és haver popularitzat la investigació sobre l'afer i haver permès la creació de l''Assassination Records Review Board.

### La segona comissió d'investigació
Va caldre esperar a 1976 per tal que el Congrés dels Estats Units decidís, a la vista de les revelacions relatives a les activitats il·legals de la CIA (entre les quals les temptatives d'assassinat de dirigents estrangers), de crear un comitè encarregat d'investigar sobre els assassinats de John Fitzgerald Kennedy i del dr. Martin Luther King. L'U.S. House of Representatives Select Committee on Assassinations (HSCA) reprengué les investigacions des de zero, reexaminà els documents, tornà a escoltar alguns testimonis i feu examinar tots els elements per diversos experts mèdics, balístics, fotogràfics i altres.

#### Les conclusions de l'HSCA
En resum, l'HSCA confirma l'essencial de les conclusions tècniques de la Comissió Warren sobre les circumstàncies de l'assassinat.
La teoria de la bala única, especialment, fou falidada per una anàlisi per activació neutrònica comparativa que conclogué que els fragments trobats al canell del governador provenien de la bala trobada a Parkland (aquesta anàlisi i el seu mètode han estat igualment criticats)
Una anàlisi fina del film de Zapruder, les còpies correctes del qual estan finalment disponibles, dona com a la conclusió que el cap del president és, en el moment del tret al cap, projectat breument cap endavant, la qual cosa es correspon amb altres anàlisis, especialment mèdiques, que identifiquen les ferides com corresponents a un tret per la part del darrere. El moviment cap enrere és considerat com explicable per un espasme neuromuscular conseqüència de la destrucció del cervell.
El quadre d'experts mèdics i balístics, tot i criticar durament la forma en la qual s'havia realitzat l'autòpsia, validen també les conclusions de la Comissió i el fet que el president fou tocat per dues bales disparades per Lee Harvey Oswald, des d'una finestra del 5è pis del dipòsit de llibres escolars.
No obstant això, l'HSCA conclogué que hi va haver una conspiració, en el curs de la qual, es dispararen quatre trets.
L'HSCA conclogué, en efecte, que Oswald va disparar els trets número 1, 2 i 4 (per la qual cosa va matar Kennedy i va ferir Connally), des del dipòsit de llibres, i que un assassí desconegut va disparar un tret des de darrere la palissada de fusta (sobre el monticle d'herbes) i fa fallar el seu objectiu.
Mentrestant, aquest darrer punt ha estat abundantment criticat perquè l'únic element que li donava suport era un enregistrament que semblava haver estat fet a Dealey Plaza el dia de l'assassinat a través del micro (que per error s'havia quedat obert) d'una moto de policia.

#### La crítica de les conclusions de l'HSCA
Tot i que la tècnica utilitzada fou criticada (a la gravació no hi apareix cap tret: es tracta d'una interpretació d'impulsions sonores), s'ha rellevat que la suposada moto que havia de ser la del micro no es trobava pas a la Plaza, i que la gravació conté, en el moment que els trets foren detectats, diàlegs que se sap que van succeir molts minuts després de l'atemptat. Un quadre d'experts posterior, format per l'Acadèmia Nacional de Ciències, refusà les conclusions dels experts acústics de l'HSCA.

## Les hipòtesis de complot
Des de l'assassinat, s'han succeït desenes d'investigadors i autors i s'han escrit centenars de llibres.
Contra la versió oficial, que afirma que Lee Oswald va matar Kennedy, les tesis del complot es multipliquen i es confronten.
En el transcurs dels anys, s'han apuntat moltes tesis de la conspiració; s'ha afirmat que foren disparats de 3 a 15 projectils, per 2 o més tiradors (fins a 10) que treballaven segons diferents combinacions. Van disparar des del dipòsit de llibres, des de l'edifici Dal-Tex, des del monticle d'herbes, des de les teulades d'almenys dos edificis. Aquests tiradors van treballar independents l'un de l'altre o per equips coordinats per ràdio.
Entre els que s'ha apuntat que podrien estar al darrere de l'assassinat, hi hauria Lyndon Johnson, Cuba, la Unió Soviètica, la màfia de Chicago, els anti-castristes, la CIA, el complex militar-industrial, l'extrema dreta, els jueus, els Illuminati, els rics texans del sud, l'FBI i elements esquerranosos.
Un dels exemples d'aquesta tesi del complot fou donat per la investigació de Jim Garrison.
La revista francesa «Science & vie» il·lustre involuntàriament la fluctuació sobre el tema: un temps després de l'afer, publica un article detallat a base de consideracions balístiques titulat «Perquè Oswald no va poder matar pas Kennedy». Trenta anys més tard, en publicarà un altre explicant perquè és Oswald qui va matar Kennedy, sense fer referència al primer article.

### Entre incompetència, prudència política i operació d'encobriment
A part dels elements factuals que fan sempre dubtar més de quaranta anys després dels esdeveniments, la manera amb la qual es varen conduir les investigacions per les diverses agències no és estranya al desenvolupament de teories de la conspiració.
Alguns dels retrets fets a les investigacions són de l'ordre de la hipercrítica, com el retret fet a la policia de Dallas de no haver pres nota o enregistrat els interrogatoris d'Oswald.
S'ha afirmat, notablement, per una investigació ulterior de l'HSCA, que s'hauria amagat informació per part de la CIA i l'FBI: Alguns autors, que afirmen haver descobert lligams entre la CIA i Oswald, han respost a la qüestió a la seva manera.
L'oficina de l'FBI de Dallas va destruir, alguns dies després de l'assassinat, una nota dipositada a l'oficina per Oswald, poc temps abans. L'incident és revelador dels errors que les agències governamentals varen cometre.
Un dels temors de Johnson era que es descobrís un complot comunista. Aquesta por fou comunicada a Earl Warren en el moment de la constitució de la seva comissió. Una de les aparences de la comissió és, en conseqüència, la d'un cos governamental la tasca del qual és la de validar la tesi del tirador únic o la de mostrar que no hi ha complot. L'HSCA, per bé que posa en relleu les mancances de les conclusions de la Comissió, validà allò essencial dels seus resultats, concloent tanmateix que hi va haver un complot amb un segon tirador que havia fallat l'objectiu.

### Els sospitosos
Dins la hipòtesi de l'existència d'un complot, molts sospitosos potencials han estat citats per diversos autors o investigadors.
El vicepresident i successor de Kennedy figura entre ells: Lyndon B. Johnson, l'ascesnió del qual a la presidència posà fi a certs problemes que el vicepresident semblava tenir, lligats a problemes de corrupció. Aquesta tesi, recentment posada al dia per William Reymond, implica Malcolm Wallace, un home perillós, condemnat per assassinat, que havia treballat per Lyndon B. Johnson i del qual s'hi hauria trobat una empremta al 5è pis del dipòsit de llibres.
Entre els primers sospitosos possibles, cobra rellevància també la Màfia. Aquesta teoria ha estat notablement desenvolupada per Robert Blakey, director del House Select Committee on Assassinations, el qual s'inclina per un complot urdit pels caps mafiosos Carlos Marcello, Santo Trafficante Jr i Sam Giancana. El rumor situa la màfia gairebé per tot arreu a la carrera de Kennedy, des de les relacions de Joe Kennedy amb la màfia de Chicago, fins a l'ajut aportat per les relacions de Joe a la campanya de John, passant per una amistançada, Judith Campbell Exner, comuna al president i al padrí de Chicago Sam Giancana, per a desgràcia de l'FBI
La ingratitud del clan Kennedy i la croada contra el crim organitzat de Robert Kennedy, germà i fiscal general (ministre de Justícia) de John, havien posat els caps de la màfia fora de si mateixos. Carlos Marcello, padrí de Nova Orleans, deportat per Robert a Guatemala, i principal mafiós citat en tot aquest afer, hauria, segons molts testimonis, pronunciat freqüentment amenaces de mort adreçades als Kennedy. Se li atribueix aquesta metàfora: Un gos continua mossegant si li talles la cua,, sobreentenent-se que, per neutralitzar Robert Kennedy, era millor eliminar directament el seu germà. Els lligams entre Jack Ruby, l'assassí d'Oswald, i l'ambient mafiós de Dallas, són igualment evocats sovint., fins i tot si, pels escèptics, aquests lligams no eren altres que els que podien connectar el propietari d'un club de mala reputació i l'ambient del crim.
Sovint citada amb la màfia, la CIA és també un dels sospitosos favorits perquè estava sovint lligada a operacions tèrboles amb la màfia i havia esdevingut particularment hostil al president des de Bahía de Cochinos. El president Kennedy, d'altra banda, havia per la resolució de reduir els poders de la CIA i havia forçat el seu director, Allen Dulles, figura tutelar de la CIA i futur membre de la comissió Warren, a la dimissió. La sospita, vis a vis, de l'agència d'informació, descansa igualment sobre el fet que anys abans i durant el mandat de Kennedy és un període durant el quall a CIA va produir un bon grapat de "cops baixos", especialment a Vietnam, al Congo i a Cuba.
La imatge d'un complot es precisa si s'ajunten els lligams de la CIA, no solament amb la màfia, sinó també amb la dreta i el complex militar-industrial que desitjava l'extensió del conflicte vietnamita (segons certes fonts, el president volia retirar el país d'aquest embolic)). Els anticastristes, així com l'FBI de John Edgar Hoover són també mencionats com a implicats amb la CIA o sense. Cuba ha cristal·litzat nombroses hipòtesis al voltant d'un complot, amb l'episodi de Bahía de Cochinos (Kennedy va refusar en el darrer moment de sostenir l'operació amb bombardejos), que li va valdre l'hostilitat dels anticastristes (sacrificats per no res), de la CIA (per anticomunisme), de la màfia (que desitjava recuperar els seus antics negocis del joc i de la prostitució que tenien amb el govern de Fulgencio Batista), els castristes (que es recordaven de l'agressió soferta per part dels Estats Units).
Michael Collins Piper, un conspiracionista americà, avança també la idea sobre una possible interconnexió entre la màfia jueva i el Mossad. La seva tesi explica que un dels factors que va pesar per l'assassinat de JFK era que aquest darrer volia suspendre el programa d'armament nuclear franco-israelià.
Entre les tesis més insòlites, hi ha la "tesi montrealesa". Aquesta tesi afirma que JFK s'oposava als militants sionistes i que aquests varen decidir d'assassinar-lo. Els assassins haurien fugit cap a Montreal i cap a Europa amb l'ajut de la família Bronfman.